# 瀬戸口寅雄
瀬戸口 寅雄（せとぐち とらお、1906年5月23日 - 1987年3月24日）は、日本の作家。

## 人物・来歴
鹿児島県生まれ。ペンネーム・瀬木俊郎。日本大学法科卒。東京毎日新聞で警視庁記者、司法記者をへて、吉本興業文芸部長兼秘書課長。サトウ・ハチローに講談社の編集者野間律太を紹介され、探偵実話、裁判実話を執筆。
第二次世界大戦中は、自ら演劇人を引き連れ戦地を訪れ、出征将兵慰問活動を行っていた。
戦後から時代小説を書く。映画「東海遊侠伝」のほか、美空ひばり主演映画の原作を多く書いた。
肺炎のため新葛飾病院（東京都葛飾区）で死去した。

## 著書
- 『非常線下の帝都 警官美談』官公書院 1936
- 『日本発明科学者伝』山海堂出版部 1942
- 『赤道直下』体育出版社 1944
- 『艶姿お富さん』福書房 1955
- 『鼠小僧次郎吉』鱒書房 実録巷談新書 1955
- 『若衆変化』山ノ手書房 1956
- 『大暴れ五人男』同人社 1957
- 『とかく浮世は 実話と艶笑譚』編 あまとりあ社 1957
- 『ふり袖太鼓』同人社 1957
- 『けんか侍』同光社出版 1958
- 『自雷也小判』同光社出版 1958
- 『大暴れ千両頭巾』同人社 1959
- 『山賊と長七郎』原作 伊藤正樹絵 曙出版 1959
- 『すっ飛び浪人』同光社出版 1959
- 『長七郎幽霊退治』原作 松本和夫絵 曙出版 1959
- 『長七郎日本晴れ』同光社出版 1959
- 『振袖囃子』同光社出版 1959
- 『弁天小僧 上』那須書店 1959
- 『お嬢吉三』同人社 1960

## 映画原作
瀬戸口寅雄 名義
脚本
- 唐手三四郎（1951年、児井プロ）
- ひばり捕物帖 かんざし小判 （1958年、東映京都）　

原作
- 東京バカ踊り（1956年、日活）
- 三橋美智也のおんな船頭唄 （1956年、日活）
- ふり袖捕物帖 若衆変化 （1956年、東映京都）
- ふり袖捕物帖 ちりめん駕籠（1957年、東映京都）
- 青い海原（1957年、東映東京）
- ふり袖太鼓（1957年、東映京都）
- 天下の鬼夜叉姫（1957年、新東宝）
- ひばり捕物帖 かんざし小判（1958年、東映京都）
- ひばり捕物帖 自雷也小判（1958年、東映京都）
- お染久松 そよ風日傘（1959年、東映京都）
- ひばり捕物帖 ふり袖小判（1959年、東映京都）
- ひばり十八番 弁天小僧（1960年、東映京都）
- ひばり十八番 お嬢吉三（1960年、東映京都）
- ひばり捕物帖 折鶴駕篭（1960年、東映京都）
- 天竜母恋い笠（1960年、東映京都）
- 大江戸喧嘩まつり（1961年、第二東映京都）
- 八州血煙り笠（1961年、ニュー東映京都）
- 緋ざくら小天狗（1961年、東映京都）
- 関東遊侠伝（1963年、日活）
- 東海遊侠伝（1964年、日活）

瀬木俊郎 名義
原作
- ギター抱えたひとり旅（1964年、日活）
- さすらいは俺の運命（1965年、日活）